# Хингам (Масачусетс)
Хингам (енгл. Hingham) насељено је место без административног статуса у америчкој савезној држави Масачусетс.

## Демографија
По попису из 2010. године број становника је 5.650, што је 298 (5,6%) становника више него 2000. године.
| Група             | 2000.         | 2010.         |
| Белци             | 5.245 (98,0%) | 5.430 (96,1%) |
| Афроамериканци    | 8 (0,1%)      | 17 (0,3%)     |
| Азијати           | 21 (0,4%)     | 57 (1,0%)     |
| Хиспаноамериканци | 25 (0,5%)     | 55 (1,0%)     |
| Укупно            | 5.352         | 5.650         |